# Кендрик (Айдахо)
Кендрик (англ. Kendrick) — місто в окрузі Лата, штат Айдахо, США. Згідно з переписом 2010 року населення становило 303 особи, що на 66 осіб менше, ніж 2000 року.

## Географія
Кендрик розташований за координатами 46°36′51″ пн. ш. 116°39′42″ зх. д. / 46.61417° пн. ш. 116.66167° зх. д. (46.614253, -116.661603).  За даними Бюро перепису населення США в 2010 році місто мало площу 1,02 км², з яких 1,00 км² — суходіл та 0,02 км² — водойми.

## Демографія

### Перепис 2010 року
За даними перепису 2010 року, у місті проживало 303 осіб у 144 домогосподарствах у складі 88 родин. Густота населення становила 300,0 ос./км². Було 166 помешкань, середня густота яких становила 164,3/км². Расовий склад міста: 97,0 % білих, 1,0 % індіанців, and 2,0 % людей, які зараховують себе до двох або більше рас. Іспанці та латиноамериканці незалежно від раси становили 2,3 % населення.
Із 144 домогосподарств 23,6 % мали дітей віком до 18 років, які жили з батьками; 47,2 % були подружжями, які жили разом; 9,7 % мали господиню без чоловіка; 4,2 % мали господаря без дружини і 38,9 % не були родинами. 34,7 % домогосподарств складалися з однієї особи, у тому числі 22,2 % віком 65 і більше років. У середньому на домогосподарство припадало 2,10 мешканця, а середній розмір родини становив 2,61 особи.
Середній вік жителів міста становив 50,5 року. Із них 20,1 % були віком до 18 років; 5,7 % — від 18 до 24; 17 % від 25 до 44; 31,3 % від 45 до 64 і 26,1 % — 65 років або старші. Статевий склад населення: 50,2 % — чоловіки і 49,8 % — жінки.
Середній дохід на одне домашнє господарство  становив 51 440 доларів США (медіана — 45 556), а середній дохід на одну сім'ю — 61 845 доларів (медіана — 59 688). За межею бідності перебувало 15,8 % осіб, у тому числі 32,6 % дітей у віці до 18 років та 0,8 % осіб у віці 65 років та старших.
Цивільне працевлаштоване населення становило 193 особи. Основні галузі зайнятості: освіта, охорона здоров'я та соціальна допомога — 21,2 %, сільське господарство, лісництво, риболовля — 14,5 %, роздрібна торгівля — 12,4 %.

### Перепис 2000 року
За даними перепису 2000 року, у місті проживало 369 осіб у 153 домогосподарствах у складі 104 родин. Густота населення становила 356,2 ос./км². Було 165 помешкань, середня густота яких становила 159,3/км². Расовий склад міста: 95,93 % білих, 0,54 % афроамериканців, 1,08 % індіанців, 1,08 % інших рас і 1,36 % людей, які зараховують себе до двох або більше рас. Іспанці та латиноамериканці незалежно від раси становили 2,98 % населення.
Із 153 домогосподарств 29,4 % мали дітей віком до 18 років, які жили з батьками; 54,2 % були подружжями, які жили разом; 9,8 % мали господиню без чоловіка, і 32,0 % не були родинами. 25,5 % домогосподарств складалися з однієї особи, у тому числі 15,0 % віком 65 і більше років. У середньому на домогосподарство припадало 2,41 мешканця, а середній розмір родини становив 2,93 особи.
Віковий склад населення: 26,0 % віком до 18 років, 5,4 % від 18 до 24, 24,9 % від 25 до 44, 25,7 % від 45 до 64 і 17,9 % років і старші. Середній вік жителів — 42 роки. Статевий склад населення: 49,3 % — чоловіки і 50,7 % — жінки.
Середній дохід домогосподарств у місті становив $31 000, родин — $42 000. Середній дохід чоловіків становив $33 611 проти $20 568 у жінок. Дохід на душу населення в місті був $14 706. Приблизно 11,2 % родин і 11,8 % населення перебували за межею бідності, включаючи 16,7 % віком до 18 років і 7,1 % від 65 і старших.